# Quận Mason, West Virginia
Quận Mason là một quận thuộc tiểu bang West Virginia, Hoa Kỳ. Theo điều tra dân số năm 2000 của Cục điều tra dân số Hoa Kỳ, quận có dân số 25.957 người 2. Quận lỵ đóng ở Point Pleasant6. Quận được đặt tên theo George Mason,

## Địa lý
Theo Cục điều tra dân số Hoa Kỳ, quận có tổng diện tích 1153 km2, trong đó có 34 km2 là diện tích mặt nước.

## Thông tin nhân khẩu
Theo điều tra dân số 2 năm 2000, quận đã có dân số 25.957 người, 10.587 hộ gia đình, và 7.569 gia đình sống trong quận hạt. Mật độ dân số là 60 người trên một dặm vuông (23/kmТВ). Có 12.056 đơn vị nhà ở với mật độ trung bình 28 trên một dặm vuông (11/kmТВ). Cơ cấu dân tộc của cư dân sinh sống ở quận này bao gồm 98,37% người da trắng, 0,50% da đen hay Mỹ gốc Phi, 0,18% người Mỹ bản xứ, 0,27% châu Á, Thái Bình Dương 0,01%, 0,11% từ các chủng tộc khác, và 0,56% từ hai hoặc nhiều chủng tộc. 0,47% dân số là người Hispanic hay Latino thuộc một chủng tộc nào.

Có 10.587 hộ, trong đó 30,60% có trẻ em dưới 18 tuổi sống chung với họ, 57,60% là đôi vợ chồng sống với nhau, 10,10% có nữ hộ và không có chồng, và 28,50% là không -gia đình. 25,50% hộ gia đình đã được tạo ra từ các cá nhân và 11,50% có người sống một mình 65 tuổi hoặc cao tuổi hơn. Cỡ hộ trung bình là 2,42 và cỡ gia đình trung bình là 2,89.
Trong quận, dân số đã được trải ra với 22,70% dưới độ tuổi 18, 8,30% 18-24, 27,70% 25-44, 26,10% từ 45 đến 64, và 15,20% từ 65 tuổi trở lên đã được những người. Độ tuổi trung bình là 40 năm. Đối với mỗi 100 nữ có 96,20 nam giới. Đối với mỗi 100 nữ 18 tuổi trở lên, đã có 92,10 nam giới.
Thu nhập trung bình cho một hộ gia đình trong đã đạt mức USD 27.134, và thu nhập trung bình cho một gia đình là USD 32.953. Phái nam có thu nhập trung bình USD 32.382 so với 17.074 USD của phái nữ. Thu nhập bình quân đầu người là 14.804 USD. Có 16,60% gia đình và 19,90% dân số sống dưới mức nghèo khổ, bao gồm 27,30% những người dưới 18 tuổi và 14,50% của những người 65 tuổi hoặc hơn.